# Козьма Захарьич Минин-Сухорук
«Козьма Захарьич Минин-Сухорук» — пьеса «драматическая хроника в пяти действиях, с эпилогом, в стихах» Александра Островского. Написана в 1861 году. Напечатана в журнале «Современник», № 1, 1862 г. Вторая редакция — в 1866 году.
Задумана пьеса была ещё в 1856 г., после поездки Островского на Волгу, но завершить её он смог только через пять лет. Она, как говорил Островский, ему «стоила многолетних трудов».
Пьеса была закончена 9 декабря 1861 года и была напечатана в Современнике (1862 г., № 1).
19-го февраля 1862 года Александр II наградил Островского бриллиантовым перстнем за эту пьесу.
Такой незначительный подарок Островский воспринял как унизительное, и назвал его «пошлым».
Несмотря на то, что царский подарок был признанием благонадежности пьесы, III отделение нашло её несвоевременной и не допустило к постановке в театрах.
Островский создал вторую редакцию пьесы, которая была разрешена к постановке 12 октября 1866 г. и впервые поставлена в Петербурге, в Александринском театре, 9 декабря 1866 г., в бенефис артиста Марковецкого; в Москве, на сцене Большого театра, — 20 января 1867 г., в бенефис артиста П. М. Садовского.
Вторая редакция впервые опубликована в 1904 году в четвёртом томе Полного собрания сочинений А. Н. Островского, издательство товарищества «Просвещение».

## Критика
В своих исторических хрониках Островский уделяет большое внимание проблемам взаимоотношений народа и царской власти, в трактовке их он во многом перекликается с выводами историков, близко стоявших к революционно-демократическому лагерю. В хронике «Козьма Захарьич Минин-Сухорук» Островскому была совершенно чужда мистическая концепция царской власти, столь характерная, например, для драматических произведений Кукольника. Неприемлемыми для Островского явились и антинародные тенденции кукольниковской драмы. Минин у Островского никогда не скажет о народе так, как он говорит в «Руке всевышнего»: «Пусть не мешается; ума довольно и у бояр».
Демократические взгляды Островского сказываются, в первую очередь, в том, что драматург резко противопоставляет Минина как подлинного патриота продажным и беспринципным боярам, готовым дойти до забвения своих национальных интересов.
Минин у Островского не является и защитником интересов купечества. От купцов его отделяет такая же непроходимая грань, как и от дворянства. У него нет ничего общего с Биркиным и Лыткиным, которые приносят национальные интересы в жертву собственному спокойствию и обогащению. Минин резко обрушивается на этих представителей русского купечества, обличая их классовый эгоизм.
Основную реальную опору и поддержку себе в выполнении своей исторической миссии Минин находит только в народе. Недаром купец Биркин говорит про него: «Он мятежник! с народом шепчет, а властей ругает». Народные массы являются для Минина единственной общественной силой, способной до конца и безоговорочно бороться и отстаивать независимость своей Родины. На вопрос воеводы: «Кому же стоять теперь за Русь, Кузьма Захарьев?» Минин отвечает: «Тем, кто больше терпит», — то есть народу. Вождём, выросшим из народной гущи, впитавшим в себя все народные чаяния и надежды, и осознаёт себя Минин.
Демократические взгляды и настроения Островского, нашедшие отражение в хронике, послужили причиной запрещения её постановки на сцене.

## Действующие лица
- Козьма Захарьич Минин, Сухорук, земский староста Нижнего посада.
- Иван Иванович Биркин, стряпчий, присланный в Нижний Ляпуновым для совету.
- Василий Семёнов, дьяк, старый человек.
- Алексей Михайлович Поспелов, боярский сын.
- Пётр Аксёнов, старик, богатый торговый человек.
- Баим Колзаков, стрелецкий сотник.
- Роман Пахомов, боярский сын,
- Родион Мосеев, посадский, гонцы из Москвы.
- Василий Лыткин (лет пятидесяти), богатый вдовый купец.
- Павел Тёмкин (лет тридцати пяти),
- Семен Губанин (лет двадцати), торговые люди.
- Нефёд, сын Минина.
- Гриша, юродивый мальчик.
- Павлик (писчик), писарь Биркина.
- Марфа Борисовна, богатая вдова.
- Всякие люди нижегородские обоего пола.